# La Coma (Llobera)
La Coma és una masia situada al municipi de Llobera, a la comarca catalana del Solsonès.